# Balibar (Lorico)
Balibar ist ein osttimoresischer Ort im Suco Balibar (Verwaltungsamt Cristo Rei, Gemeinde Dili).
Balibar liegt an der Überlandstraße von Dili nach Aileu, im Süden der Aldeia Lorico. Da die Straße die Gemeindegrenze bildet, liegen im Süden die Grundschule Cotolau und die Zentrale Grundschule (Escola Básica Central EBC) Laulara im Dorf Cotolau der Nachbargemeinde Aileu. In Balibar befinden sich die Kapelle Santismo Sakramento (nach anderen Quellen: Kapela Papa João Paulo II) mit drei Türmen und eine Mariengrotte. Der Sitz des Sucos Balibar ist weiter westlich im Dorf Fatu Loda.